# Laurinsäure
Laurinsäure (systematischer Name: Dodecansäure) ist eine gesättigte Fett- und Carbonsäure. Sie leitet sich von dem Alkan n-Dodecan ab. Ihre Salze und Ester heißen Laurate (systematisch auch Dodecanoate).
Der Name stammt vom Lorbeer (Laurus nobilis), dessen Früchte ein fettes Öl liefern, das eine erhebliche Menge an Laurinsäure enthält. Sie kommt auch in diversen anderen pflanzlichen und tierischen Fetten vor.

## Vorkommen
Als Fettsäurekomponente von Triglyceriden ist Laurinsäure weit verbreitet und kommt sowohl in pflanzlichen als auch tierischen Fetten vor.
Das Samenöl des Lorbeers enthält bis zu 58 % Laurinsäure und 30 % der enthaltenen Fettsäuren liegen in Form von Trilaurin vor. Ucuubafett enthält bis zu 73 % Laurinsäure, das von Cinnamomum iners (Gattung Cinnamomum) sogar 96 % und das von Actinodaphne hookeri 93 %. Große Mengen Laurinsäure kommen außerdem in den Fetten der Licuri-Palme (Syagrus coronata, Gattung Syagrus), verschiedener Arten von Köcherblümchen (z. B. Cuphea tolucana, Cuphea wrightii und Cuphea carthagensis), des Kampherbaums, der Pfirsichpalme, sowie im Murumurufett und Babassuöl vor.
Sie ist zum Beispiel Bestandteil von Kokosfett (41 bis 46 %) und Palmkernöl (41 bis 45 %). Diverse andere gängige Speisefette (darunter die Öle von Olive, Sonnenblume, Raps und Erdnuss) enthalten aber wenig bis keine Laurinsäure.
Sphingolipide auf der menschlichen Haut und im Speichel, die möglicherweise eine Rolle bei der Abwehr von Pathogenen spielen, enthalten Laurinsäure. Menschliches Körperfett enthält nur einige Prozent Laurinsäure.
Milchfette enthalten ebenfalls Laurinsäure.
Larven von Hermetia illucens, die zur Verwertung von Essensabfällen und als Futter für Fische und Geflügel genutzt werden, enthalten in ihrem Fett in nennenswerter oder (je nach Nahrungsquelle) sogar überwiegender Menge Laurinsäure. Das Fett von Regenwürmern enthält je nach Jahreszeit mehrere Prozent Laurinsäure.
In einer Studie an Ratten wurde nachgewiesen, dass analog zur Myristinsäure und Palmitinsäure Proteine bei posttranslationalen Modifikationen zum Teil auch mit Laurinsäure acyliert werden.

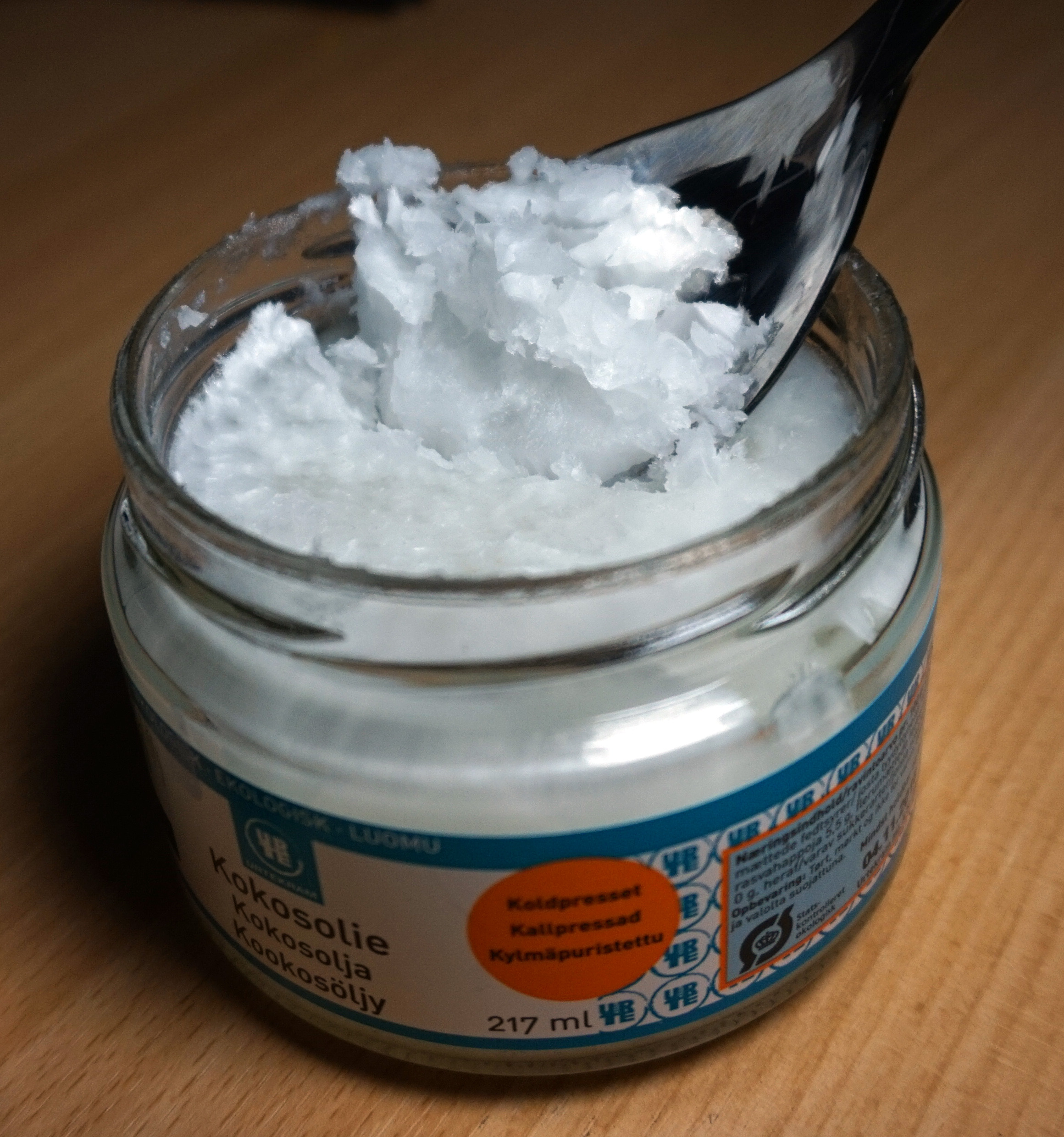
Kokosfett
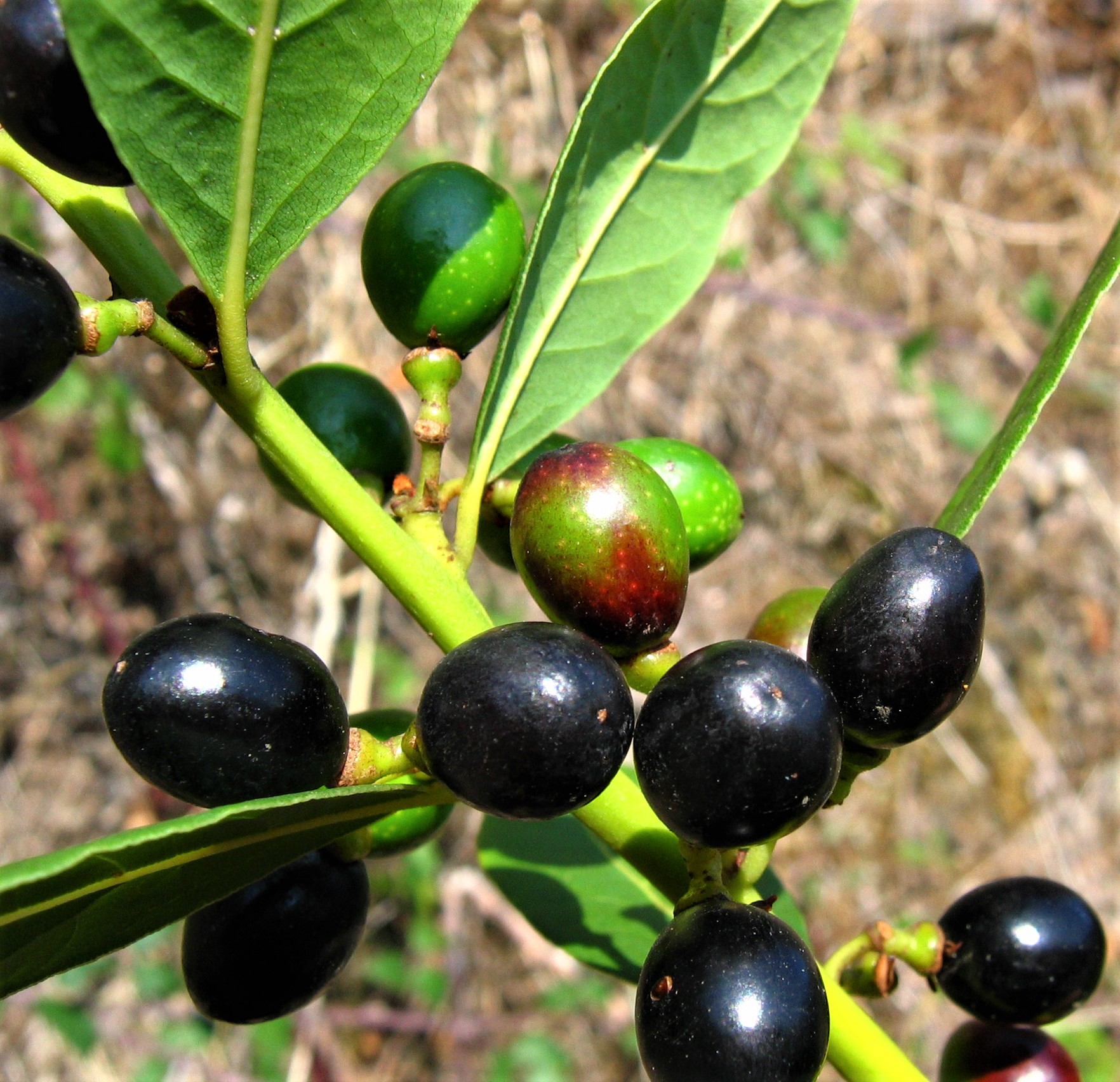
Früchte des Lorbeers
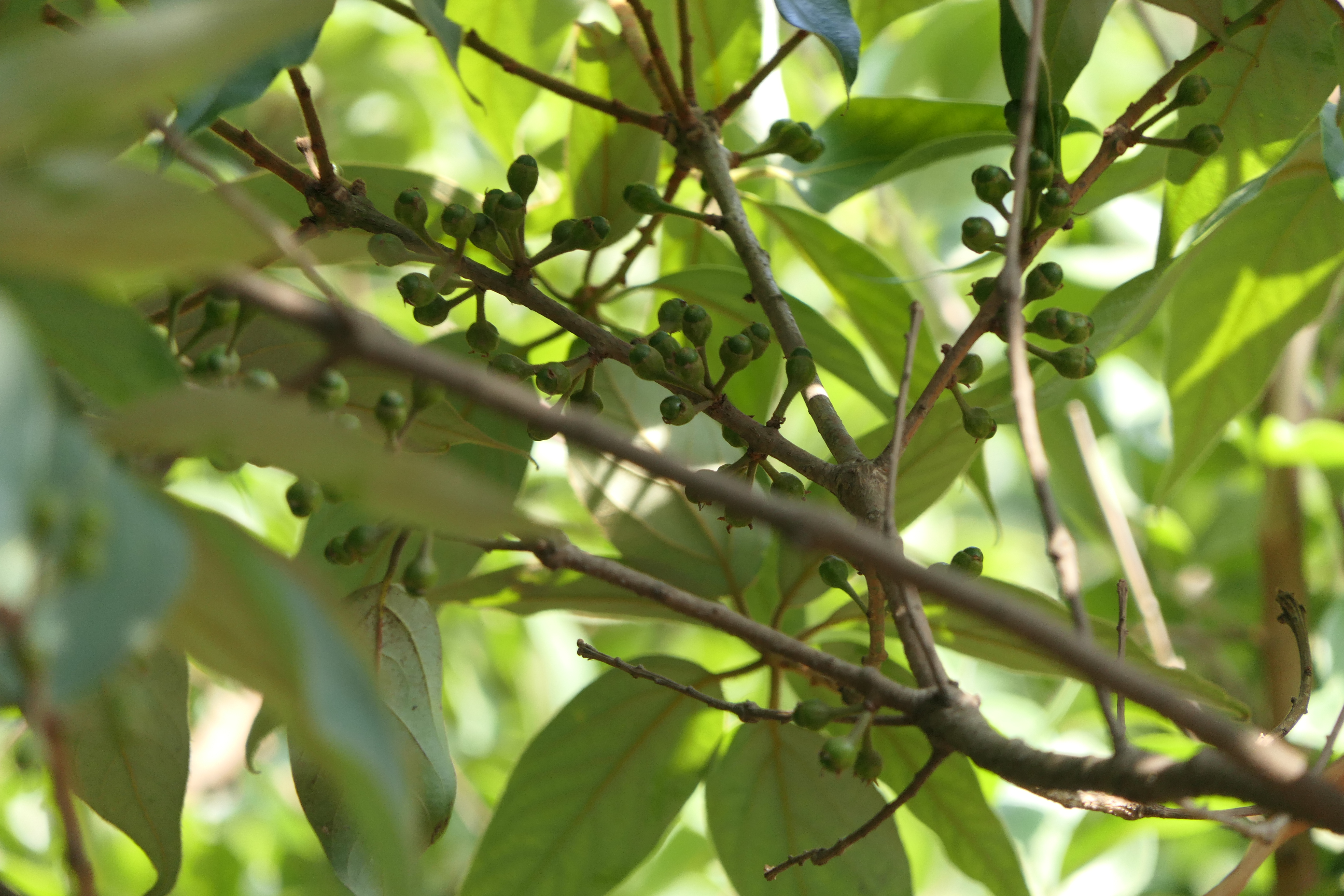
Actinodaphne hookeri
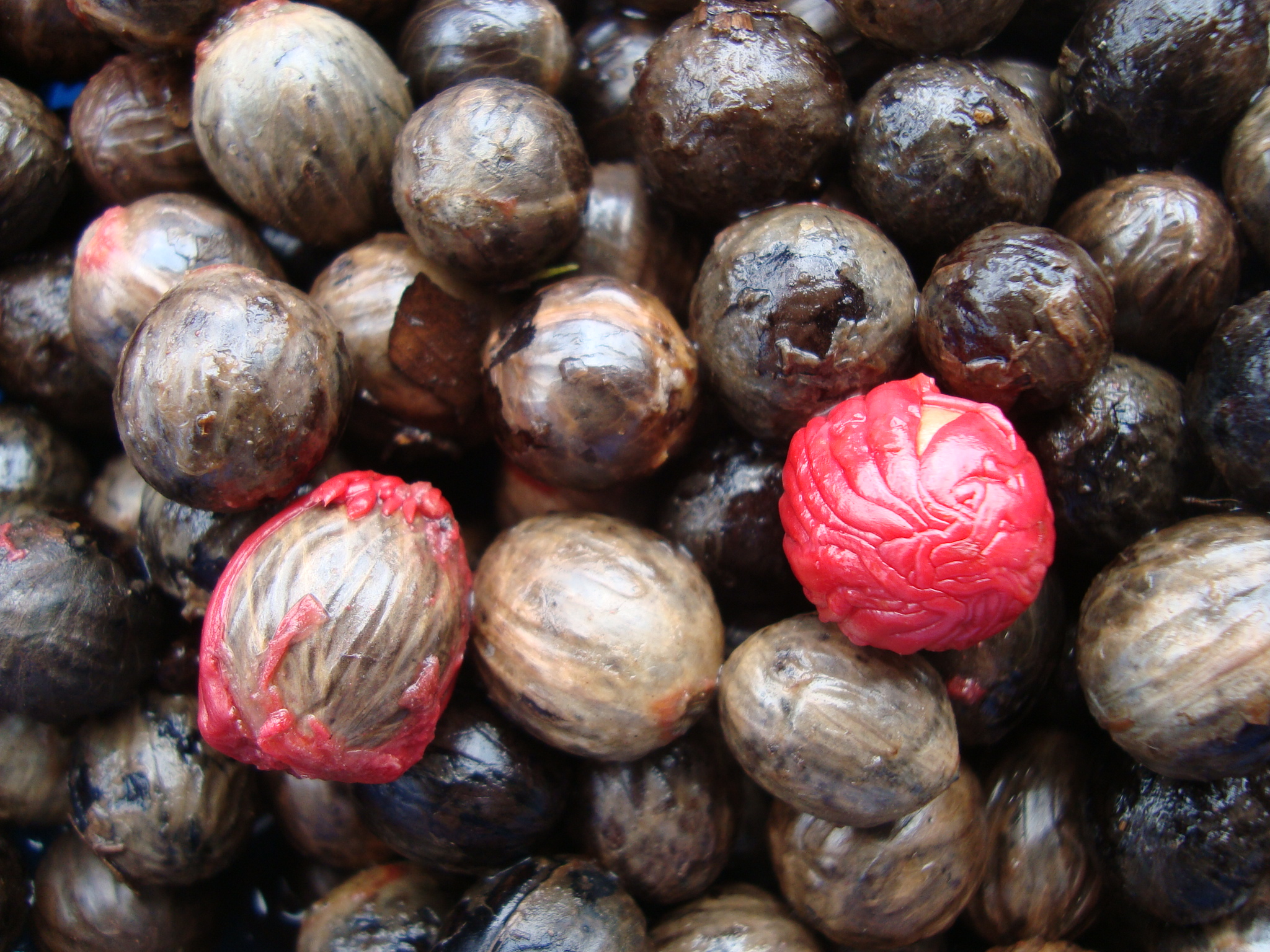
Ucuuba-Früchte
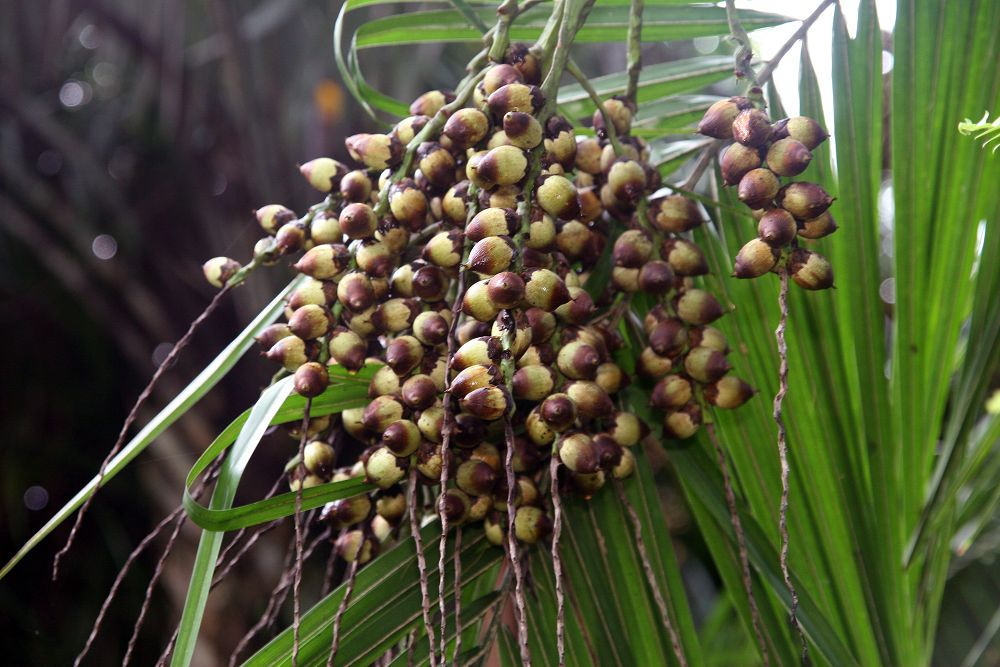
Früchte der Licuri-Palme
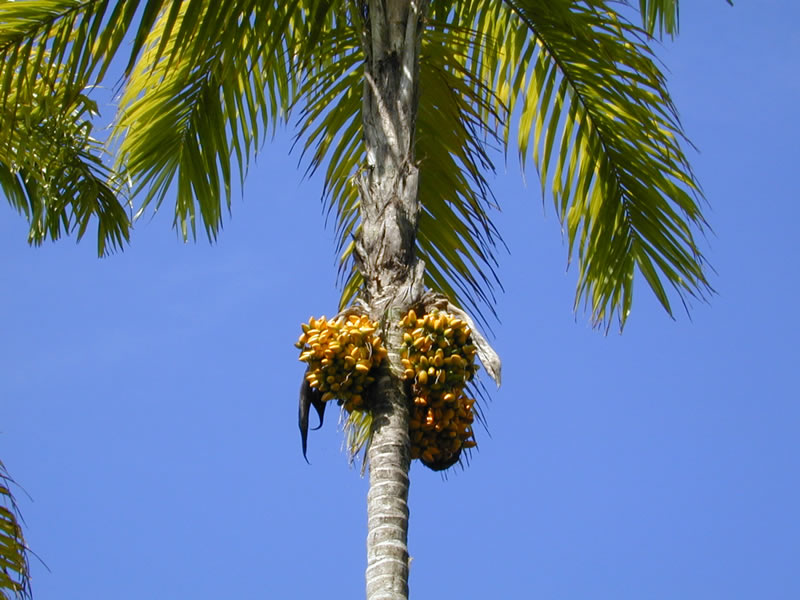
Pfirsich-Palme mit Früchten
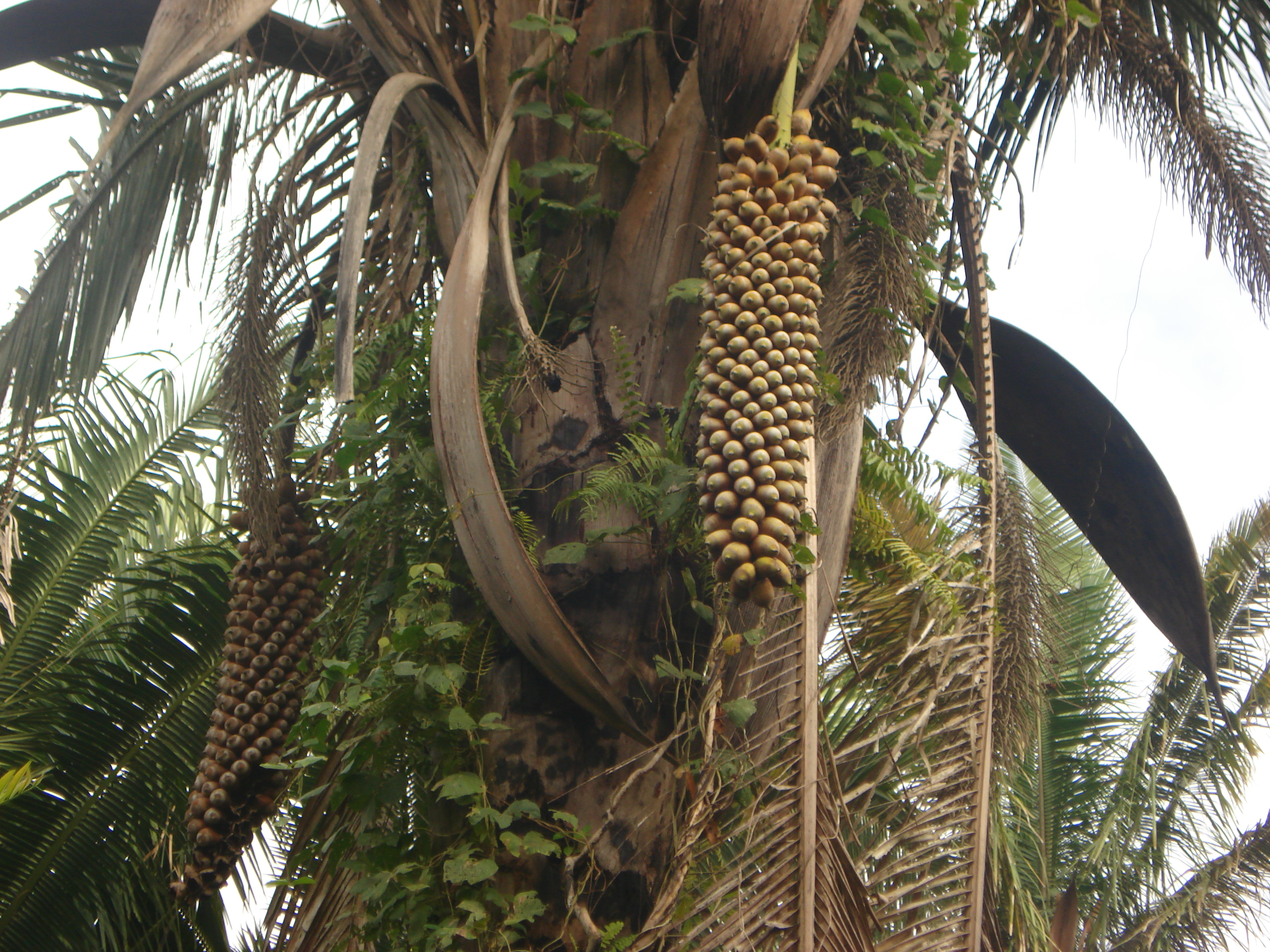
Babassu-Früchte
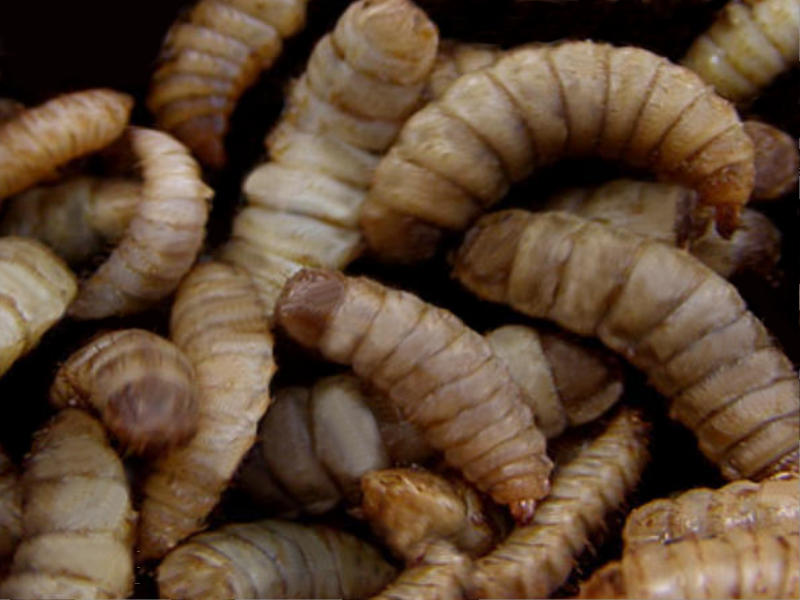
Larven von Hermetia illucens

## Gewinnung
Im Allgemeinen wird Laurinsäure durch Verseifung geeigneter natürlicher Fette und anschließende fraktionierte Destillation gewonnen. Laurinsäure kann auch durch Hydrolyse von Methyllaurat mit Natriumhydroxid gewonnen werden.

## Eigenschaften
Laurinsäure ist ein weißer Feststoff, der bei 44 °C schmilzt. Laurinsäure tritt in zwei Kristallmodifikationen auf, eine kristallisiert im monoklinen Kristallsystem in der Raumgruppe P21/a (Raumgruppen-Nr. 14, Stellung 3) mit den Gitterparametern a = 9,524 Å; b = 4,965 Å, c = 35,39 Å und β = 129,22° sowie vier Formeleinheiten pro Elementarzelle. Die andere kristallisiert im triklinen Kristallsystem in der  Raumgruppe P1 (Raumgruppen-Nr. 2) mit den Gitterparametern a = 7,45 Å; b = 5,40 Å, c = 17,47 Å, α = 96,88°, β = 113,13° und γ = 81,12°.
Laurinsäure wirkt antibakteriell gegen Staphylococcus aureus und Bacillus cereus, verschiedene Arten von Streptococcus, sowie weitere, vor allem gram-positive Bakterien. Unter anderem wirkt es auch gegen viele Bakterien, die Infektionen im Mundraum verursachen. Die antibakterielle Wirkung basiert vermutlich auf der Schädigung von Zellmembranen und der Bildung reaktiver Sauerstoffspezies. Laurinsäure hat außerdem auch antivirale und fungizide Eigenschaften.
In einer in-vitro-Studie wirkte Laurinsäure cytotoxisch gegenüber Darmkrebs-Zellen.

### Toxizität
In einer Studie an Ratten hatte eine tägliche Dosis von 6000 mg/kg über 18 Wochen keine negativen gesundheitlichen Auswirkung.

### Metabolismus
Laurinsäure wird schnell in der Leber metabolisiert und zum Teil direkt zu Energie umgesetzt, zum Teil zu weiteren anderen Metaboliten, inklusive Ketokörpern. Sie trägt jedoch nur wenig zur Einlagerung von Körperfett bei. Im menschlichen Körper kann Laurinsäure durch das Cytochrom-P450-Enzym CYP4Z1 hydroxyliert werden, bevorzugt an der Position ω-4, aber auch an den Positionen ω-2, ω-3 und ω-5. Andere Cytochrom-P450-Enzyme können Laurinsäure an den Positionen ω bis ω-2 hydroxylieren. Daneben wird Laurinsäure zum Teil auch zu Myristin- und Palmitinsäure umgesetzt.

## Reaktionen
Umsetzung flüssiger Laurinsäure mit Wasserstoffperoxid (90 %) und para-Toluolsulfonsäure ergibt Perlaurinsäure, die stärkere antibakterielle Eigenschaften als Laurinsäure aufweist.
Verschiedene Pilze der Gattungen Penicillium, Aspergillus, Cladosporium, Fusarium, Trichderma und Monascus können Laurinsäure zu 2-Undecanon abbauen. Analoge Reaktionen treten auch bei Fettsäuren der Kettenlängen sechs bis zehn auf. Diese können zum Verderben von Fetten führen, die größere Mengen dieser Fettsäuren enthalten.

## Verwendung
Zum Teil werden Fette mit hohem Laurinsäuregehalt als Speiseöl für Salate und zum Kochen angeboten. Solche Fette werden außerdem für die Produktion von Seifen verwendet. Sowohl Laurinsäure selbst als auch diverse Derivate (z. B. Ester) werden in kosmetischen Produkten eingesetzt. Laurinsäure und Monolaurin werden auch als antimikrobielle Wirkstoffe verwendet. In der EU ist Laurinsäure unter der FL-Nummer 08.012 als Aromastoff für Lebensmittel allgemein zugelassen.
Laurinsäure ist der Ausgangsstoff für die Herstellung von Monolaurin. Sie kann außerdem durch ruthenium-katalysierte Hydrierung zu Laurylalkohol umgesetzt werden.
Eutektische Gemische von Laurinsäure und Caprinsäure eignen sich möglicherweise als Latentwärmespeicher für Gebäude.

## Verwandte Stoffe
Natriumlaurylsulfat (SLS bzw. SDS) ist das Natriumsalz des Laurinalkohol-Monoesters der Schwefelsäure. Es ist ein anionisches Tensid, das als Detergens Verwendung findet (beispielsweise bei der SDS-Elektrophorese zur Molmassenbestimmung von Proteinen).
Natriumdodecylpoly(oxyethylen)sulfat (Natriumlaurylethersulfat) ist ebenfalls ein häufig verwendetes anionisches Tensid.